# Epicoma zelotes
Epicoma zelotes is een vlinder uit de familie van de tandvlinders (Notodontidae), uit de onderfamilie van de Thaumetopoeinae. De wetenschappelijke naam van de soort is voor het eerst in 1917 gepubliceerd door Alfred Jefferis Turner.
De soort komt voor in Australië (Queensland).